# Clara Bog SAC
Clara Bog SAC este o arie protejată (arie specială de conservare — SAC, sit de importanță comunitară — SCI) din Irlanda întinsă pe o suprafață de 834,52 ha, integral pe uscat.

## Localizare
Centrul sitului Clara Bog SAC este situat la coordonatele 53°19′14″N 7°37′40″W / 53.3205°N 7.6277°V.

## Înființare
Situl Clara Bog SAC a fost declarat sit de importanță comunitară în mai 1998 pentru a proteja 3 specii de animale. Situl a fost protejat și ca arie specială de conservare în septembrie 2022.

## Biodiversitate
Situată în ecoregiunea atlantică, aria protejată conține 5 habitate naturale: Pajiști uscate seminaturale și facies de acoperire cu tufișuri pe substraturi calcaroase (Festuco-Brometalia) (* situri importante pentru orhidee), Turbării active, Mlaștini oligotrofe degradate, capabile încă de regenerare naturală, Depresiuni pe substraturi de turbă de Rhynchosporion, Mlaștini împădurite.
La baza desemnării sitului se află mai multe specii protejate:
- păsări (2): șoim de iarnă (Falco columbarius), culic mare (Numenius arquata)
- nevertebrate (1): fluturele auriu (Euphydryas aurinia)

Pe lângă speciile protejate, pe teritoriul sitului au mai fost identificate 2 specii de plante, 1 specie de păsări, 2 specii de amfibieni, 1 specie de mamifere, 3 specii de nevertebrate, 1 specie de reptile.